# Czesław Bełżecki
Czesław Michał Bełżecki (ur. 29 września 1920 we Włocławku, zm. 22 listopada 1998 w Warszawie) – polski chemik organik, profesor.

## Życiorys
Ukończył Eidgenösische Technische Hochschule w Zurychu w roku 1946. Stopień doktora obronił na Politechnice Warszawskiej w 1956 roku. Habilitację obronił w 1963 roku. Tytuł profesora nadzwyczajnego otrzymał w 1972 roku, a zwyczajnego w 1979 roku.
Odbył staże zagraniczne, m.in. w: Uniwersytecie Oksfordzkim w roku 1962, Uniwersytecie w Montrealu w latach 1963-1965, na Purdue University w 1978 roku, a także w Berlinie, Paryżu, Tuluzie Strasburgu i Hooboken-Jersey w USA.
Specjalizował się w syntezie związków biologicznie czynnych.
Był członkiem Krajowej Komisji Rewizyjnej  PZPR w Instytutach Chemicznych PAN, członek PZPR do 1981 roku.